# Lempes
A Lempes (románul: Lempeș, németül: Leimpesch) egy domb a romániai Barcaszentpéter mellett, Brassótól 10 kilométerre. Az Olt nagy kanyarulatától délre helyezkedik el, mintegy a Baróti-hegység déli meghosszabbításaként. Közel 180 méterrel emelkedik a környék fölé, legmagasabb pontján a középkorban erődítmény és kápolna is állt. Területe természetvédelmi rezervátum, emellett kedvelt vitorlázó- és kirándulóhely.
Nevét onnan kapta, hogy a magasabb részeket és az északi oldalt borító tölgyesbe számos hársfa vegyül – a Leimpesch szász nyelven hársbokrot jelent (németül Lindenbusch). A magyar és román elnevezés ennek fonetikus átvétele. Magyarul ismert a Várhegy és a Szentpéteri-hegy elnevezés is.

## Leírása
A Barcasági-medencéből kiemelkedő Lempes Barcaszentpéter és Szászhermány községek határán, 274,5 hektáron terül el. Legmagasabb pontja a 704 méteres Tatárvár (Taterburg), mely 177 méterrel emelkedik Barcaszentpéter központja fölé. A Keresztényhavashoz hasonlóan krétai konglomerátumból épül fel. Vízfolyások, források nincsenek, mivel a konglomerátum minden vizet elnyel; ezzel szemben a domb környéke mocsaras, lápos.
A Lempes déli nyúlványa a 620 méter magas Talinenberg, mely egészen az országútig és a házakig nyúlik. Gerincén fenyvesligetek vannak, meredek oldalain előbukkan a konglomerátum; ezt a nyugati oldalon egyes helyeken agyag borítja.
A Lempesről kiváló panoráma nyílik a Kárpátkanyar több hegységére: láthatóak a Fogarasi-havasok előhegyei, a Királykő, a Keresztényhavas, a Nagykőhavas, a Baj-hegység, a Grohotisz, és a Csukás. A dombon több, könnyű nehézségű túraösvény található. Ezek nincsenek jelölve, azonban eltévedni szinte lehetetlen.

### Flóra és fauna
A Lempest Brassó virágoskertjének is nevezik. Flórájában megtalálhatóak a holocén egy szárazabb és melegebb időszakából túlélő maradványnövények, például a tavaszi hérics vagy a piros kígyószisz. A domb melletti lápos területen is több reliktum faj nő, ilyen például a lisztes kankalin, mely csak itt fordul elő Erdélyben. A Lempesen előfordul még az erdélyi májvirág, berki szellőrózsa, tavaszi kankalin, odvas keltike, nőszirom, hunyor, nagyezerjófű, ibolya, kökörcsin.
A domb magasabb részeit és északi oldalát tölgyerdő borítja, melybe kislevelű hárs vegyül, de található bükk és gyertyán is. Aljnövényzetére jellemző a som, mogyoró, fagyal, kecskerágó, bangita. A domb déli oldalán kökény és törpe mandula terem.
A madarak közül megemlíthető az ölyv, sólyom, héja, varjú, harkály, gébics, cinege, pinty. Az emlősök közül itt tanyázik a szarvas, őz, nyúl, róka, mókus. A 20. század első felében még gyakran rendeztek itt vadászatokat; feljegyezték például, hogy a Kronstädter Jagdverein egy 1933-as vadászatán 364 nyulat és 17 rókát puffantottak le.
A Lempest a szomszédos Szászhermányi láppal együtt 2007-től Natura 2000 természetvédelmi területként tartják nyilván ROSCI0055 kód alatt (Dealul Cetății Lempeș – Mlaștina Hărman) A rezervátum nemzeti kódja 2251, európai kódja 183836.

## Helytörténet

### Legendák
A Lempeshez magyar és szász népmondák is fűződnek. Egy legenda szerint „régen a Barcaságot tenger borította. Környékén óriások éltek. Egy napon, amint az óriáskirály kint sétált, királyi pálcáját beléejtette a vízbe. Kiadta menten a parancsot, hogy a vizet eresszék le és keressék meg a királyi pálcát. A sok óriás erre nekiállt, a partokat sok helyen átvágta, hogy a vizet leeressze. Így keletkeztek a szorosok, s a tenger helyén lett a Barcamező. Az óriások a tenger vizében elázott gatyáikat kiterítették a szentpéteri hegy oldalára száradni, aminek a nyoma Hétfalutól még ma is látszik.”
Egy 1978-ban gyűjtött szász monda szerint „Barcaszentpéter határában valamikor óriások éltek. Az utolsó itt lakó családnak csak egy lánya volt, akit anyja és apja gyakran hagytak otthon, hogy a házat s udvart őrizze. Az óriásgyerek legszívesebben homokkal játszott. Közben nyaka körül csillogó sárga gyöngyökből fűzött láncot hordott. Egy nap, mikor a kislány újból magára maradt, egy teknőcskében homokot hordott a patakról. Útban haza felé azonban elvágódott, s a homokot kiöntötte. Közben a nyaklánca is elszakadt, s a sárga gyöngyök úgy szétgurultak, hogy többé nem találta meg azokat. Azt mondják, hogy a barcaszentpéteri Lempes-hegy a kiöntött homokból lett, s az óriásleányka gyöngyeiből pedig a tavaszi héricsek.”
A Kakas-kő legendája szerint a Lempesen található egyik kőszikla forogni kezd, ha éjfélkor a kakas megszólal. A monda egy változata alapján a követ egy óriás hajította vetélytársára, egy másik változat szerint egy Hannes nevű ember változott kővé bolyongása közben.
A néphit szerint a Tatárvárat, a domb egykori erődítményét is óriások építették.

### Tatárvár

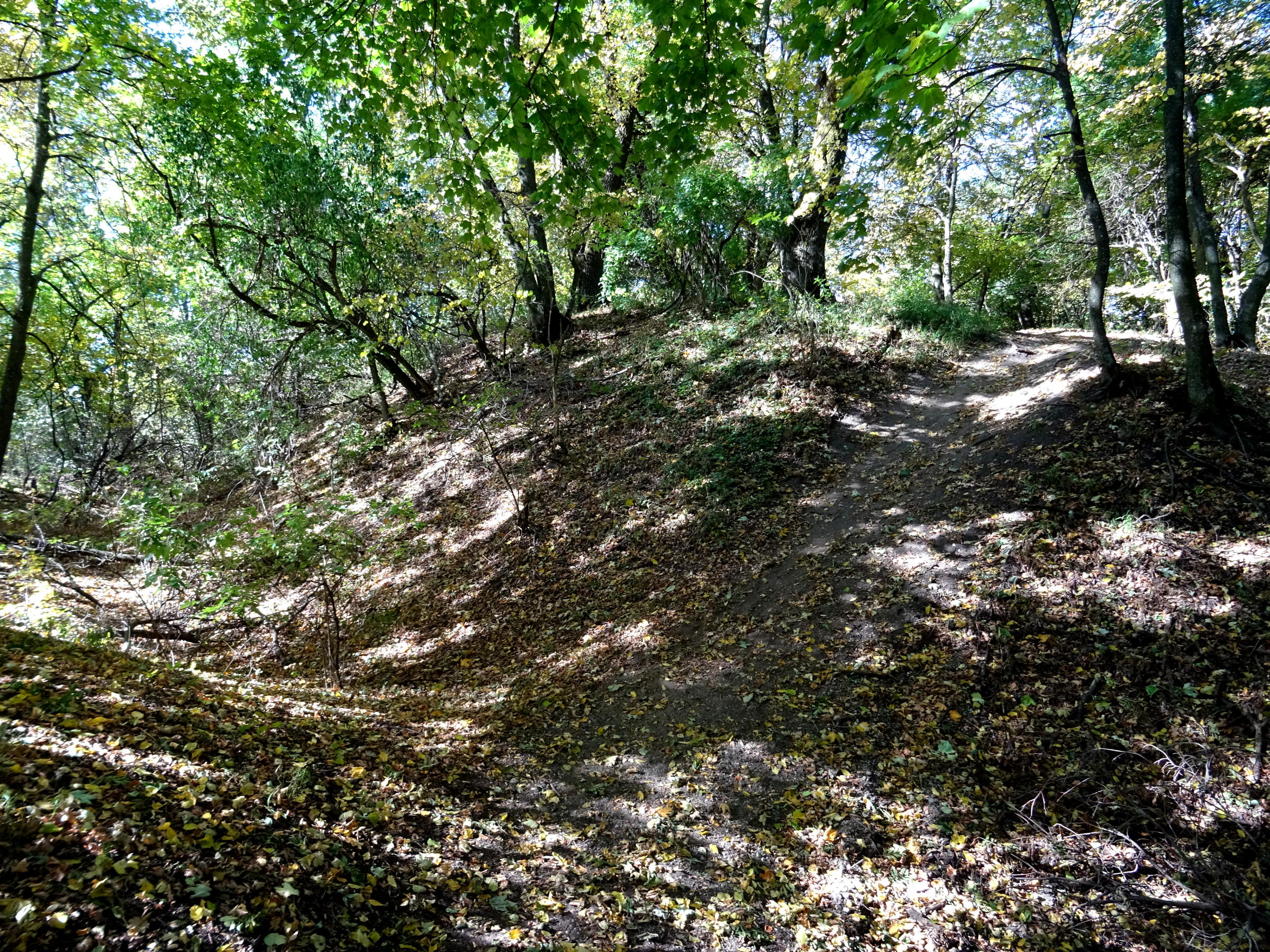
Tatárvár sánca

A Lempes legmagasabb pontján állt a népnyelvben Tatárvárnak nevezett erődítmény, melynek egykori jelenlétét ma csak a földsáncok tanúsítják. Eredete, sorsa ismeretlen. A. Alexandrescu régészeti leletek alapján azt állítja, hogy a 10. században építették a helyi románok, hogy ide vonuljanak vissza a honfoglaló magyarok fenyegetése elől. Orbán Balázs azt feltételezi, hogy egy összekötő láncszem volt a Magyar Királyság keleti részét védő háromszéki és barcasági ősvárak között. Karczag és Szabó enciklopédiája szerint a Német Lovagrend építette a 13. század elején, és egyike volt a Barcaságot védő erős kőváraknak, melyeket 1225-ben II. András elfoglalt és valószínűleg lerombolt.
A várat kettős védősánc vette körül. Már Orbán Balázs is részletes leírást adott a sáncok, a feltételezett falak, és az egykori vártorony és a kút elhelyezkedéséről. Az 1960-as évek régészeti ásatásai során a plató északkeleti részén vályogmaradványokat leltek, mely arra utal, hogy itt voltak a szállások. Egy 1240-es oklevél egy Szent Péter-hegyi templomot is megemlít (Ecclesia Mons sancti Petri); ez arra utalhat, hogy a vár területén egy Szent Péternek szentelt kápolna volt, melyet a 13. század közepén a közeli falu szász lakosai plébániatemplomként használtak. A faluban később felépülő erődtemplom átvette Szent Péter titulusát, és a településre vonódott át a Petersberg (Péter-hegy) név is.
A Lempes környéki régészeti lelőhelyeket műemlékként tartják nyilván BV-I-s-B-11279 kód alatt. Ez nemcsak a Tatárvárat, hanem a domb lábánál található neolitikumi és ókori lelőhelyeket is magába foglalja.
1400-ban egy Szent Gerváznak szentelt kápolnát említenek a Lempesen, mely a pápától búcsúengedélyt kapott.

### Repülés

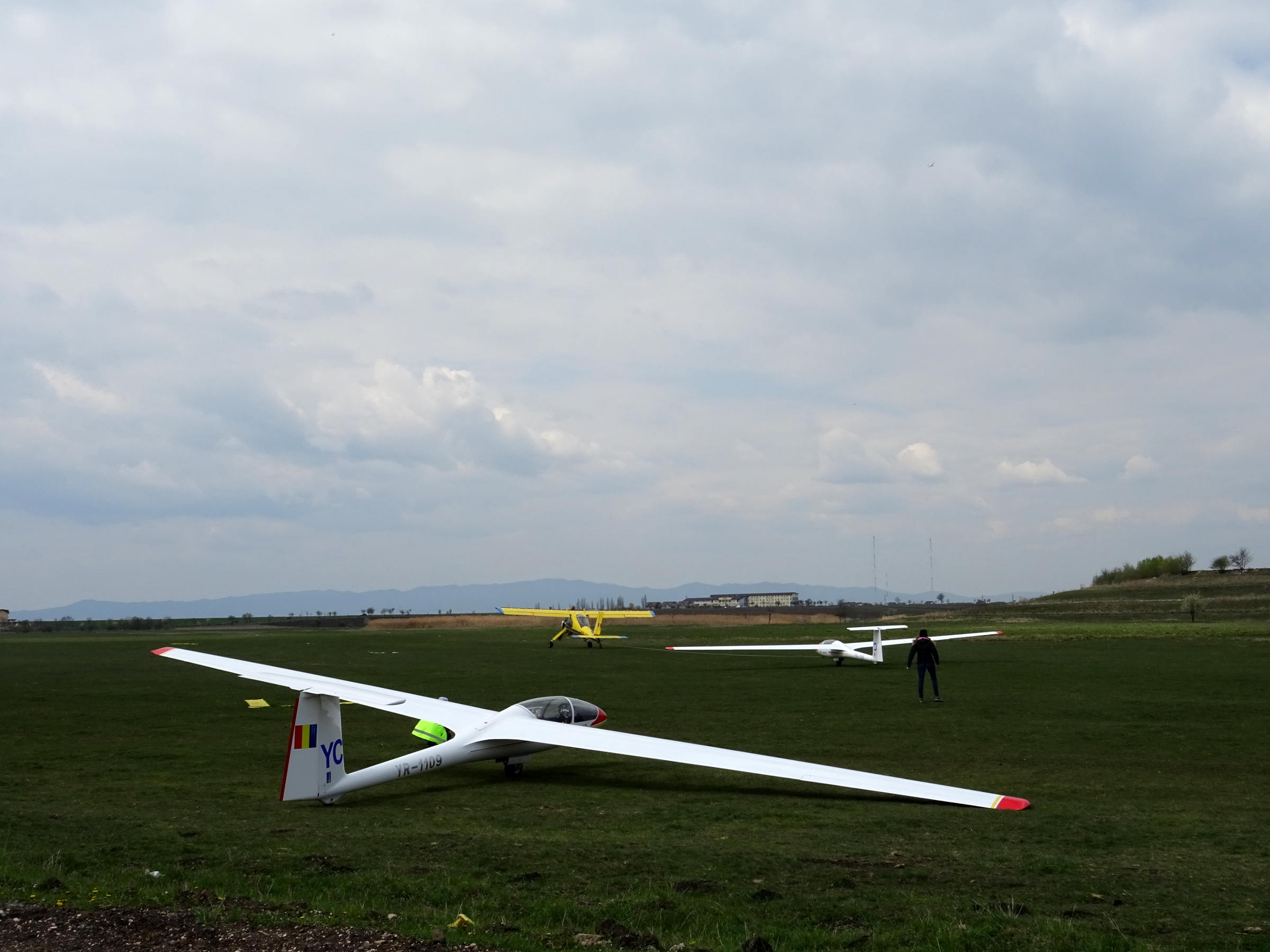
A szentpéteri sportrepülőtér

A domb fölötti légköri áramlatok kedveznek a vitorlázórepülésnek. 1937-ben a domb keleti lábánál nyílt meg Románia legelső vitorlázó-oktató iskolája, Ernst Philipp felügyeletével. A növendékek kezdetben a helyi fogadó nagytermében, később a szász közösségi házban laktak, majd 1944-ben a Lempes keleti oldalában iskolakomplexum épült, mely nem csak barakkokat és konyhát biztosított, hanem külön házakat is az oktatók számára. A szászok mellett számos román növendék is volt, akik főként a brassói ortodox gimnáziumból jöttek.
1948-ban az egyik hangár és a műhely leégett, a legtöbb gép odaveszett, a barakkokat és a másik hangárt pedig hamarosan lebontották. Az 1950-es években a domb nyugati lábánál létesült az új sportrepülőtér és a hozzá tartozó iskolakomplexum. Ez utóbbi azonban nem sokáig töltötte be eredeti feladatát, mivel egy idő után tüdőszanatóriumot rendeztek be benne, majd 2022-ben ide költöztették a brassói elmegyógyintézet egyik szárnyát. A sportrepülőteret ma is vitorlázásra használják. ICAO kódja LRSP, füves pályája 600 méter hosszú, iránya 12–30.
A Lempes környékén népszerű a sárkányrepülés is; a sárkányok a Talinenberg gerince közeléből indulnak.

## Képek

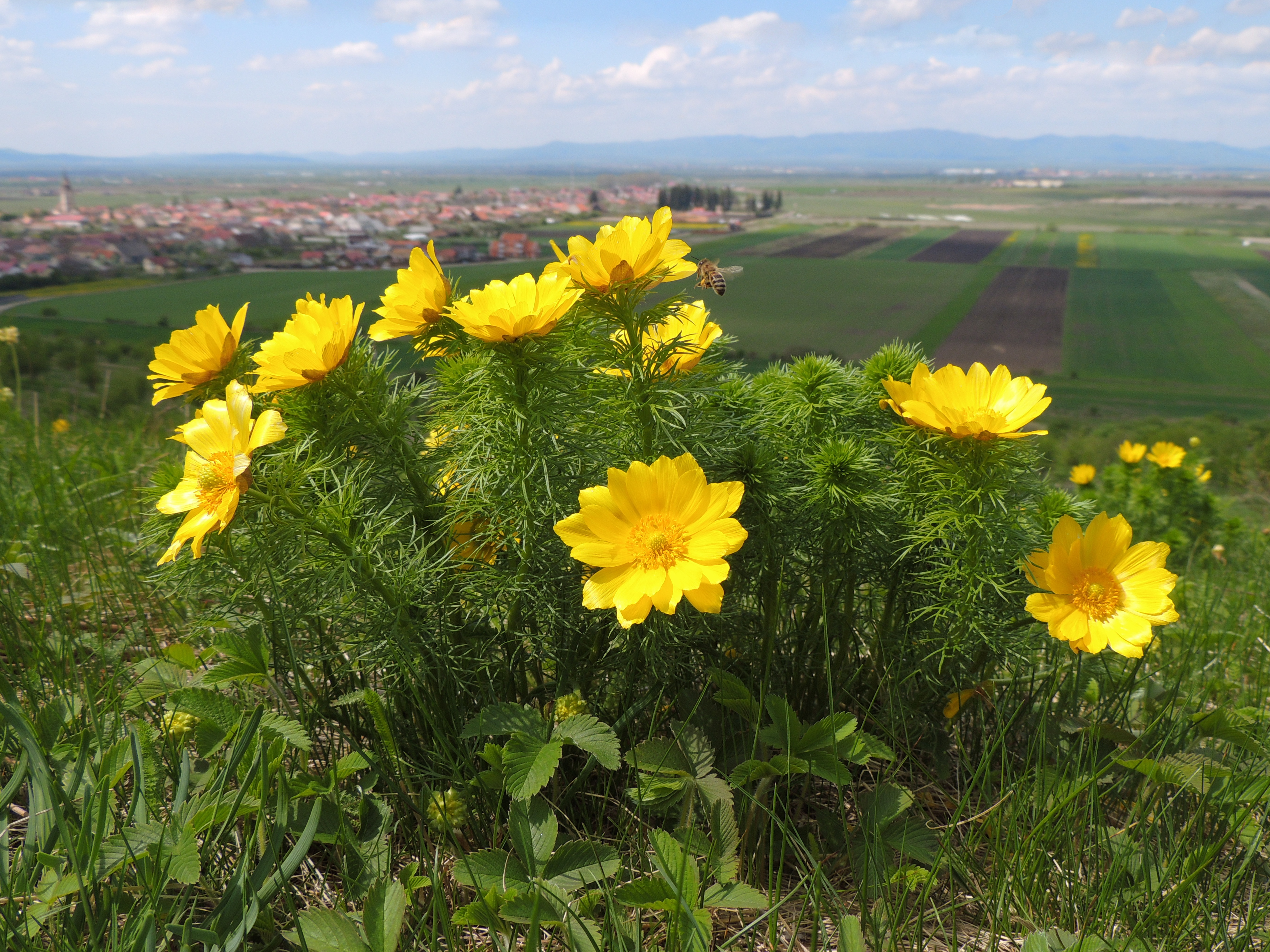
Tavaszi hérics
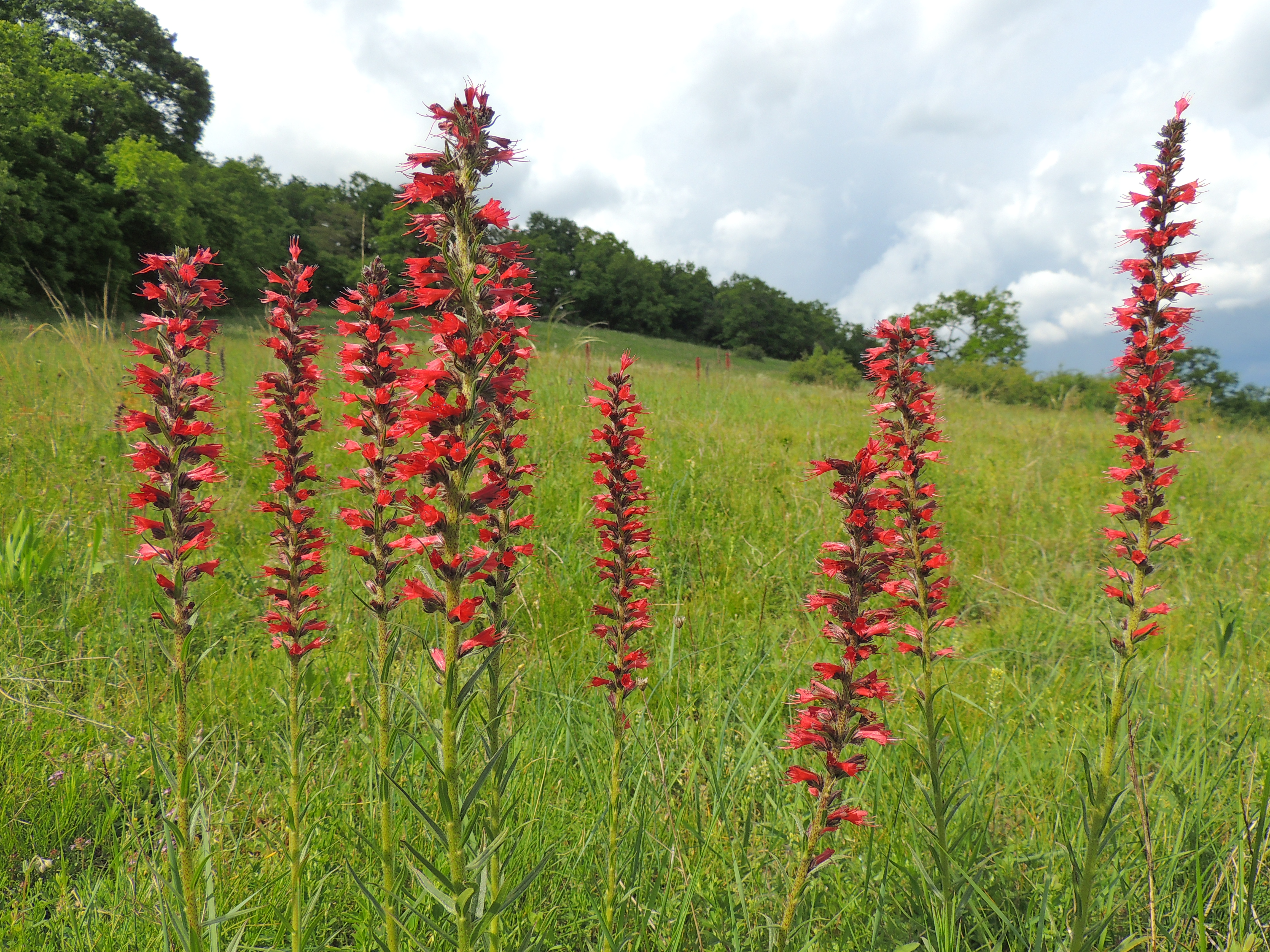
Piros kígyószisz
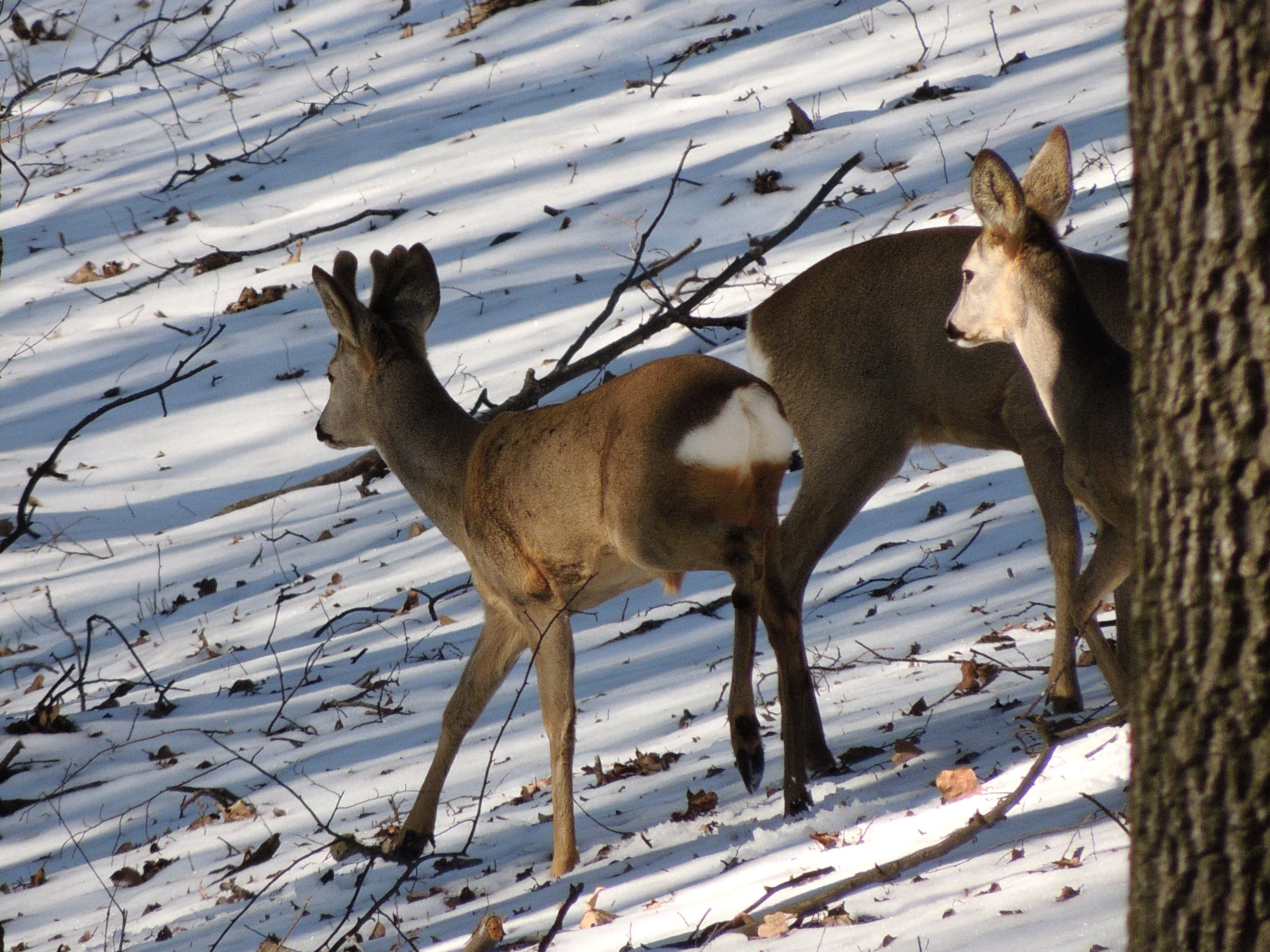
Őzek
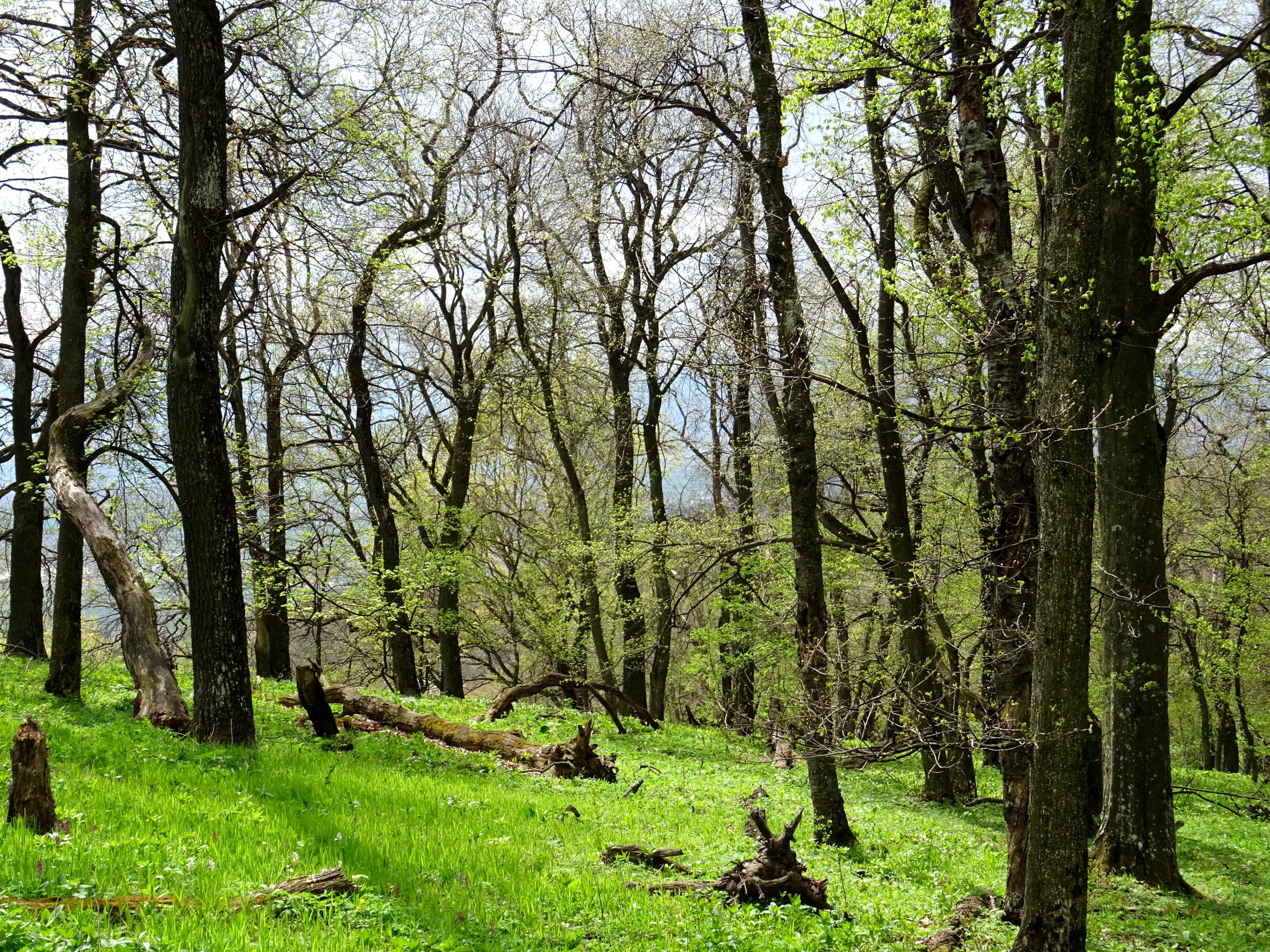
Tavasz
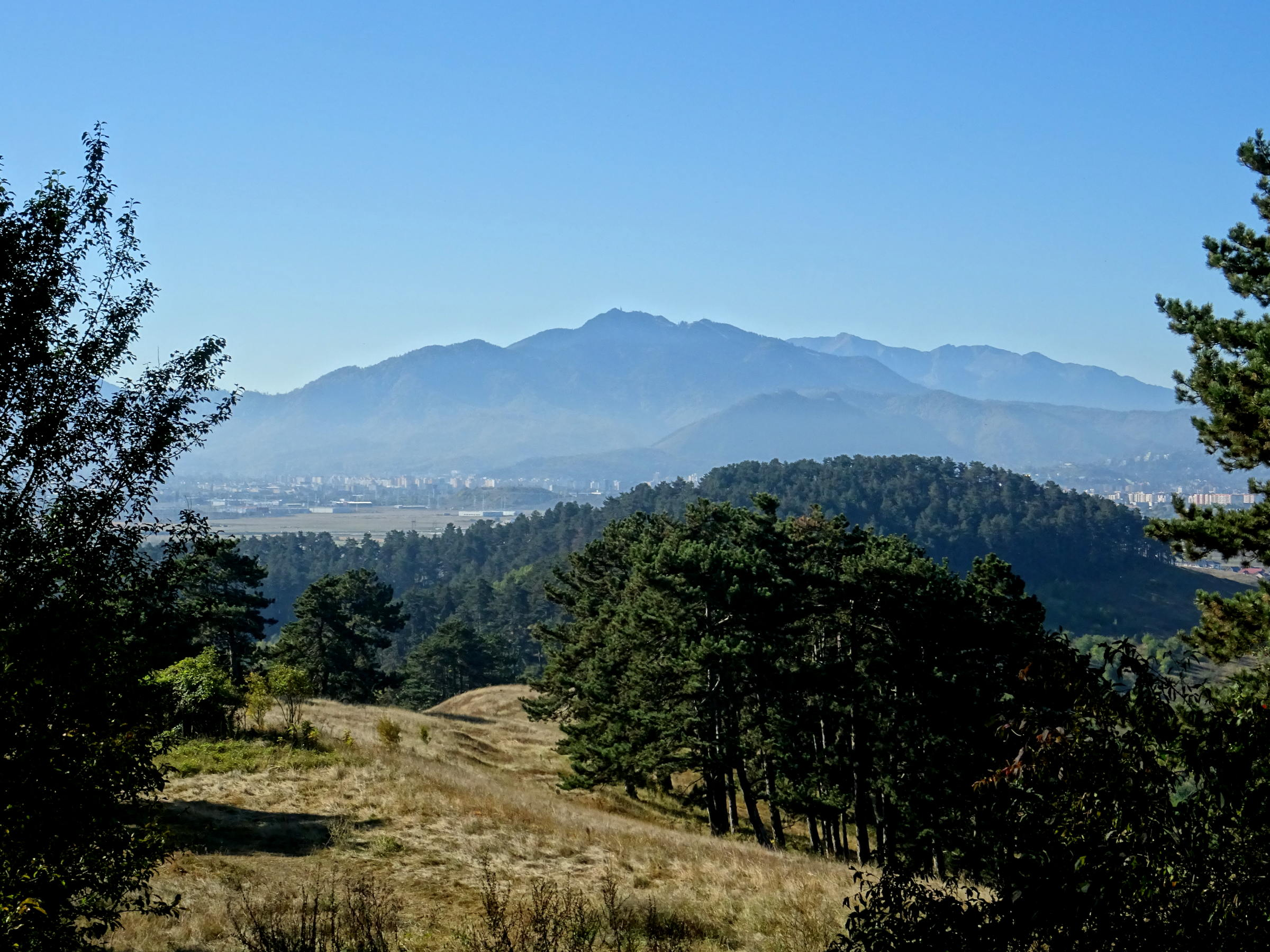
Kilátás a Keresztényhavas felé